# Castleton (Wielki Manchester)
Castleton – dzielnica miasta Rochdale, w Anglii, w hrabstwie Wielki Manchester, w dystrykcie Rochdale. Leży 2,6 km od centrum miasta Rochdale, 13,2 km od miasta Manchester i 270,9 km od Londynu. W 2011 roku dzielnica liczyła 10 159 mieszkańców.